# Federale Overheidsdienst Werkgelegenheid, Arbeid en Sociaal Overleg
De Federale Overheidsdienst Werkgelegenheid, Arbeid en Sociaal Overleg (FOD WASO) is een van de negen federale overheidsdiensten van België. De FOD is verantwoordelijk voor het gesprek betreft sociale zaken, maar niet voor het handhaven van sociale zekerheid. In een sociaal gecontroleerde markteconomie waarborgt de FOD het evenwicht tussen werknemers en werkgevers en hun arbeidsverhouding. De FOD zorgt voor de bescherming en de bevordering van het welzijn op het werk en werkt actief mee aan de ontwikkeling van de sociale wetgeving. Dit doet zij op nationaal en internationaal niveau.

## Geschiedenis
Vóór de oprichting van een eigen ministerie werden de opdrachten inzake arbeid en werkgelegenheid achtereenvolgend uitgeoefend door het Ministerie van Openbare Werken (1859-1884), het Ministerie van Landbouw, Nijverheid en Openbare Werken (1884-1894) en het Ministerie van Landbouw, Nijverheid, Arbeid en Openbare Werken (1894-1895).
In 1895 werd het 8e Belgische ministerie opgericht, het Ministerie van Nijverheid en Arbeid. In 1924 werd de naam gewijzigd in Ministerie van Nijverheid, Arbeid en Sociale Voorzorg. In 1934 ging de sector nijverheid over naar het Ministerie van Economische Zaken en werd de naam andermaal gewijzigd in Ministerie van Arbeid en Sociale Voorzorg. In 1959 werd het ministerie gesplitst in een Ministerie van Arbeid en een Ministerie van Sociale Voorzorg. In 1960 verwierf het de naam Ministerie van Tewerkstelling en Arbeid. In 2002 werd het ministerie in het kader van het Copernicushervorming omgevormd naar een FOD.

## Organisatiestructuur
De FOD kent 4 horizontale administraties, deze staan in voor de coördinatie en de ondersteuning van de andere administraties:
- Diensten van de Voorzitter - DIV
- Stafdienst Personeel en Organisatie - PNO
- Stafdienst Budget en Beheerscontrole - BBC
- Stafdienst Informatie- en Communicatietechnologie - ICT

De FOD kent 5 operationele algemene directies (waarvan er 2 de Arbeidsinspectie vormen, TSW en TWW) en een koepeldienst van de federale inspectiediensten inzake sociale materies:
- Algemene Directie Collectieve Arbeidsbetrekkingen - CAO
- Algemene Directie Individuele Arbeidsbetrekkingen - IAB
- Algemene Directie Humanisering van de Arbeid - HUA
- Algemene Directie Toezicht op de Sociale Wetten - TSW
- Algemene Directie Toezicht op het Welzijn op het Werk - TWW
- Sociale Inlichtingen- en Opsporingsdienst - SIOD

### Gerelateerde organen en instellingen
De Federale Overheidsdienst omvat ook een aantal nevenorganen:
- Parastatalen
- Adviesorganen:
  - Hoge Raad voor de Werkgelegenheid
  - Paritaire comités en subcomités
  - Provinciale comités voor de bevordering van de arbeid
- Fondsen voor bestaanszekerheid
- Commissie voor goede diensten

Daarnaast zijn talrijke instellingen gerelateerd aan de FOD in die mate dat zij tussenkomen in dezelfde domeinen, onder anderen het Koninklijk Instituut der Eliten van de Arbeid.

## Aantal medewerkers
Bij de FOD werken ongeveer 1400 ambtenaren.